# Elvis Depressedly

Elvis Depressedly es una banda de indie rock estadounidense de Asheville, Carolina del Norte. La banda está formada por el líder de Coma Cinema Matthew Lee Cothran y Delaney Mills.

## Historia
Elvis Depressedly se formó en 2011. La banda ha publicado cuatro grabaciones, Save The Planet Kill Yourself, Mickey's Dead, Holo Pleasures via Birdtapes and New Alhambra. Su primer EP, titulado Goner, fue publicado en 2011. Su segundo álbum de estudio, titulado Mickey's Dead, fue publicado en 2013 a través de Orchid Tapes. El álbum fue nombrado uno de los mejores álbumes gratuitos de 2012 por The Social. En noviembre de 2014, la banda firmó con Run For Cover Records. En 2015, la banda liberó su cuarto álbum de estudio, titulado New Alhambra. Luego tuvieron un show en New Alhambra.

## Miembros de banda
- Delaney Mills
- Mate Cothran

## Discografía

### Álbumes de estudio
- Save the Planet Kill Yourself (2011)
- Mickey's Dead (2012)
- Holo Pleasures (2013)
- New Alhambra (2015)
- Depressedelica (2020)

### EP
- Goner (2011)
- Disgraceland (2011)
- Hotter Sadness (2012)

- Datos: Q19879620
- Multimedia: Elvis Depressedly / Q19879620